# Nanumba
Die Nanumba (auch: Nunuma, Nanuni) sind ein Volk mit ca. 52.000. Mitgliedern in Ghana. Die Nanumba verwenden einen gleichnamigen Dialekt der zur Sprache Dagbani, die Sprache der Dagomba gezählt wird. Nach den Nanumba wurde in der Northern Region die Distrikte Nanumba North District und Nanumba South District benannt. Die Nanumba leben zwischen den Flüssen Weißer Volta und Oti nördlich des Volta-Stausees.
Die Nanumba tragen bis in die heutige Zeit einen teilweise blutigen Konflikt mit dem Volk der Konkomba. Bei diesen Konflikten geht es unter anderem um einen Streit der Verteilung des Landes. An diesem Konflikt sind ebenfalls Gonja und Dagomba beteiligt.